# Technology Operative Center
Il Technology Operative Center (T.O.C.) è il centro di emissione completamente digitale da dove avviene la messa in onda dei canali tematici free 20, Iris, La5, Cine34, Focus, TOPcrime, Boing, Boing Plus, Cartoonito, Mediaset Italia 2, TGCOM24, Mediaset Extra, 27, e i contenuti veicolati tramite IPTV del gruppo Mediaset (mentre la messa in onda di Canale 5, Italia 1 e Rete 4 avviene dal Centro di produzione Mediaset di  Cologno Monzese). 
Si trova in via Marconi, 27 a Segrate.
In questo centro si trovano gli studi in cui vengono realizzate le telepromozioni in onda sulle reti Mediaset e la rubrica meteorologica Meteo.it, oltre a tutto l'archivio delle tre reti.
È stata la sede presso la quale venivano registrati gli annunci in onda su Canale 5, Rete 4 e Italia 1 e dalla quale dal 1993 al 1996 è stato trasmesso il programma Buona Giornata.